# Ștefania Cristescu-Golopenția
Ștefania Cristescu-Golopenția (născută Ștefania Cristescu; n. 12 februarie 1908, Craiova, România – d. 29 martie 1978, București, România) a fost un etnolog român.

## Educația
Studiază la Liceul „Regina Elisabeta” din Craiova și își obține licența la Facultatea de Litere și Filosofie din București în 1930. În perioada 1930-1932 era îndrumată pentru lucrarea de doctorat în sociologie și filosofie de Dimitrie Gusti și Ovid Densusianu, lucrând în același timp la Institutul de Statistică. La sfârșitul lui 1932 plecă la specializare în Franța. Studiază alături de Marcel Cohen (lingvistică, etnografie și sociologie), Antoine Meillet și Marcel Mauss la Sorbona și apoi la École pratique des hautes études și la Collège de France. În 1934 își obține diploma în sociologie la Sorbona.

## Activitate profesională
Între 1934 și 1936 își continuă studiile de doctorat în țară și lucrează ca bibliotecară la Seminarul de sociologie. Predă limba și literatura română în Caransebeș (1936-1938) și apoi la București (1940-1952). A participat la campaniile pentru colectarea de date sociologice inițiate de Dimitrie Gusti. După moartea soțului, sociologul Anton Golopenția, începe să predea și la școala generală (1952-1963).
A contribuit la revistele „Arhiva pentru știința și reforma socială”, „Sociologie românească” și „Revista de folclor”.

## Opera literară
- Credințe și rituri magice, București, 1944;[9]
- Descântece din Cornova - Basarabia, Providence (Statele Unite), 1984 (este publicată postum de fiica sa, Sanda Golopenția - Eretescu[3]);
- Gospodăria în credințele și riturile magice ale femeilor din Drăguș (Făgăraș). Ediția a III-a. Cuvânt înainte și note de Sanda Golopenția, editura Paideia, București, 2002;
- Sporul vieții. Jurnal, studii și corespondență. Text stabilit, introducere și note de Sanda Golopenția, editura Paideia, București, 2007.